# Trambesòs
Trambesòs is de benaming voor een netwerk van tramlijnen in het noordoosten van Barcelona. De 3 tramlijnen T4, T5 en T6 vormen een netwerk met een lengte van 9,6 kilometer. De eerste tramlijn T4 werd op 8 mei 2004 geopend. Tramlijn T4 is 6,4 kilometer lang. Tramlijn T5 werd op 14 oktober 2006 geopend en de tramlijn T6 opende op 15 juni 2008. Het netwerk van lijnen is 14,7 kilometer lang, aangezien de lijnen gedeeltes van het netwerk delen is de totale lengte korter. In 2008 werden 7.408.730 passagiers vervoerd.
Trambesòs is samen met Trambaix, dat in het zuidwesten van de stad opereert, onderdeel van het tramsysteem van Barcelona. Beide netwerken zullen in de toekomst met elkaar verbonden worden middels een tramlijn die via de Avinguda Diagonal loopt.
De OV-autoriteit ATM tekende in 2001 een 25-jarig contract met het TRAM-consortium, bestaande uit onder andere tram- en treinbouwer Alstom en de vervoersmaatschappijen TMB, FGC en Veolia Transport, voor de aanleg en exploitatie van het tramnet en de levering van trams. Alstom zal in totaal 18 trams van het type Citadis 302 leveren.

## Lijnen en haltes

Tramnet van Trambesòs

De lijnen T5 en T6 rijden tussen La Farinera en Besòs naast een snelweg binnen de geluidsschermen van de snelweg.

### Lijn T4
- Ciutadella-Vila Olímpica (L4) - Wellington - Marina (L1) - Auditori i Teatre Nacional - Glòries (L1) - Ca l'Aranyó - Pere IV - Fluvià - Selva de Mar (L4) - El Maresme (L4) - Fòrum - Can Llima - Central Tèrmica del Besòs - Estació de Sant Adrià (RENFE)

### Lijn T5
- Glòries (L1) - La Farinera - Can Jaumandreu - Espronceda - Sant Martí de Provençal - Besòs (L4) - Alfons el Magnànim - Parc del Besòs - La Catalana - Sant Joan Baptista - Encants de Sant Adrià - Sant Roc (L2) - Gorg (L2)

### Lijn T6
- Glòries (L1) - La Farinera - Can Jaumandreu - Espronceda - Sant Martí de Provençal - Besòs (L4) - Alfons el Magnànim - Parc del Besòs - La Mina - Central Tèrmica del Besòs - Estació de Sant Adrià